# Llengües nicobareses
Les llengües nicobareses o nicobàriques formen un grup aïllat d'aproximadament mitja dotzena de llengües austroasiàtiques estretament relacionades, parlades per la majoria dels habitants de les illes Nicobar de l'Índia. Tenen un total d'uns 30.000 parlants (22.100 nadius). La majoria de parlants de nicobarès parlen l'idioma Car. Paul Sidwell (2015:179) considera que les llengües nicobareses subgrupen amb les llengües aslianes.
Les llengües nicobareses semblen estar relacionades amb la llengua shompen dels habitants indígenes de l'interior de l'illa Gran Nicobar (Blench & Sidwell 2011), que normalment es considera una branca separada de l'austroasiàtic. No obstant això, Paul Sidwell (2017) classifica el shompen com una llengua nicobàrica del sud més que com una branca separada de l'austroasiàtic.
Les similituds morfològiques entre les llengües nicobareses i austronèsiques s'han utilitzat com a evidència de la hipòtesi àustriaca (Reid 1994).

## Idiomes
De nord a sud, les llengües nicobàriques són:
- Car: Car (Pū)
- Chaura–Teressa: Chaura (Tutet/Sanënyö), Teressa (Taih-Long/Lurö)
- Central: Nancowry (Nang-kauri/Mūöt), Camorta, Katchal (Tehnu)
- Sud: Nicobarès del sud (Sambelong), Shompen (Shom Peng)

## Classificació
Paul Sidwell (2017) classifica les llengües nicobàriques de la següent manera.
- Car
- Chaura–Teressa
  - Teresa, Chaura
- Central-Sud
  - Central: Nancowry, Camorta, Katchall
  - Sud: Nicoberès del sud, Shompen